# Gogoșari
Gogoșari – wieś w Rumunii, w okręgu Giurgiu, w gminie Gogoșari. W 2011 roku liczyła 900 mieszkańców.